# 9 př. n. l.

## Události
- skončila tzv. Panonská válka (14 př. n. l. – 9 př. n. l.)
  - Pannonie včleněna do Římské říše jako součást Ilýrie.
- Tiberius pokračuje v dobývání Germánie.

## Narození
- 17. listopadu – Titus Flavius Vespasianus, římský císař († 23. června 79)

- Quintus Asconius Pedianus (9 př. n. l. – 76) – římský historik

## Úmrtí
- Nero Claudius Drusus, syn Livie Drusilly a nevlastní syn Augusta

## Hlavy států
- Římské impérium – Augustus (27 př. n. l. – 14)
- Parthská říše – Fraatés IV. (38 – 2 př. n. l.)
- Čína – Čcheng-ti (dynastie Západní Chan)